# Noturus furiosus
The Carolina madtom (Noturus furiosus) là một loài cá in the Ictaluridae family. It is đặc hữu to North Carolina.